# مارچلو فیورنتینی
مارچلو فیورنتینی (انگلیسی: Marcello Fiorentini؛ زادهٔ ۲۹ اوت ۱۹۸۰) بازیکن فوتبال اهل ایتالیا است.
از باشگاه‌هایی که در آن بازی کرده‌است می‌توان به باشگاه فوتبال نیوکاسل یونایتد جتس، باشگاه ورزشی لاتزیو، و باشگاه فوتبال دلفینو پسکارا اشاره کرد.